# Athgarh
Athgarh fou un príncipat de l'Índia a Orissa, a la província britànica de Bengala. La superfície era de 435 km² i la població el 1881 de 31.079 habitants repartits en 210 pobles (192 el 1901) i quasi tots hindús; el 1891 la població era de 36.603 i el 1901 de 43.784. Limitava amb nord amb el principal de Dhenkanal; a l'est amb el districte de Cuttack; al sud amb el riu Mahanadi que el separava de districte de Cuttack; i a l'oest amb els principats de Tigaria o Tigiria i Dhenkanal. La capital era la vila d'Athgarh (20° 31′ 30″ N, 85° 40′ 31″ E / 20.52500°N,85.67528°E) però la principal era Gobra (20° 35′ 02″ N, 85° 22′ 28″ E / 20.58389°N,85.37444°E). A Chagan, entre aquestes dues, hi havia una colònia agrícola cristiana.
L'economia era agrícola amb cultiu principal d'arròs seguit de la canya de sucre; terres baixes fàcilment inundables.

## Història
El país era part del regne d'Orissa. Un dels reis del segle XIV es va casar amb la germana del primer ministre (bebarta o bawarta) i va cedir l'estat al seu cunyat Srikaran Niladri Bebarta Patnaik amb títol de raja. Fins al final del segle XIX havien governat 29 rages de la casta Kayasth o Karan; un més va governar el segle XX. El rages del segle XIX en endavant foren:
- Raja Srikaran Gopinath Bebarta Patnaik (governava vers 1803)
- Raja Srikaran Jagunath Bebarta Patnaik, mort 8 de febrer de 1869
- Raja Srikaran Bhagirathi Bawdrta Patnaik 1869-189?
- Raja Srikaran Raghunath Bebarta Patnaik 189?-1896
- Raja Srikaran Vishvanath Bebarta Patnaik 1896-1918
- Raja Srikaran Radhanath Bebarta Patnaik 1918-1950 (nascut 8 de novembre de 1909, major d'edat 1932)